# Камський вугільний басейн
Камський вугільний басейн (рос. Камский угольный бассейн) має значні ресурси газового і бурого вугілля — 10 млрд т, але промислового значення на сьогодні цей басейн не має через складні гірничо-геологічні умови.
Розташований на суміжних територіях Пермського краю, Удмуртії, Татарстану і Башкортостану.
Глибина залягання вугілля від 900 до 1400 м. Ступінь геологічної вивченості залишається невисокою.
Вугілля містить підвищену кількість летких компонентів і, за попередніми даними, придатне для виробництва генераторного газу і синтетичного рідкого палива. Але для цього потрібне виконання великого обсягу геологорозвідувальних і дослідно-промислових робіт.

## Татарстан
До бурого в межах Камського вугільного басейну відноситься вугілля пермського і неогенового етапів вугленагромадження. На території Татарстану розташовані поклади казанського віку — Іжевський і Варзі-Омгінський.
Промислова вугленосність у межах Камського вугільного басейну на території Республіки Татарстан відноситься до візейських відкладень. Її масштаби порівнянні з масштабами бітумоносності і нафтоносності і становлять близько 2,7 млрд т. За своєю якістю візейське вугілля Камського басейну займає проміжне положення між одновіковим вугіллям Підмосковного і Кізелівського басейнів. Їх розробка традиційними способами нерентабельна через значну глибину залягання і складні гірничогеологічні умови. Єдиним шляхом їх освоєння в найближчій перспективі може бути метод підземної газифікації. При цьому теплове поле в околиці випалюваного вугільного пласта може бути ефективно використане для інтенсифікації нафтовидобутку і підвищення нафтовіддачі довколишнього нафтового пласта. Родовища бурого вугілля мають місцеве значення і можуть використовуватися як сільськогосподарські добрива.